# 子宫脱垂
子宫脱垂是女性生殖器脱垂的一种。

## 病理及病因
正常情况下，子宫由肌肉和韧带在上牵扯固定。而当韧带的拉力变弱，子宫下滑，不能保持在正常位置，则子宫脱垂便发生了。固定子宫的韧带包括圆韧带、子宫骶韧带、阔韧带以及卵巢韧带。而子宫骶韧带对于防止子宫脱垂起着尤为重要的作用。
子宫脱垂最常见的病因是分娩时的外伤，尤其是多胎或难产。大约50%的产后妇女有着或多或少的盆腔器官脱垂。而年龄越大，这些现象越为明显，尤其是更年期后的女性。这些情况可以通过外科手术进行矫正。

## 治疗
手术治疗包括子宮切除術（hysterectomy），子宫骶骨固定术（sacrohysteropexy），曼彻斯特手术

在切除子宫的手术中，可以进行阴道骶骨固定术（sacrocolpopexy），使阴道顶端与骶骨连接。